# كارولين إنغلز
 كارولين إنغلز (بالإنجليزية: Caroline Ingalls)‏ (12 ديسمبر 1839 - 20 أبريل 1924)، والدة لورا إنغلز وماري إنغلز، وهي مُؤلفة سلسلة الكتب "Little House".

## السيرة الذاتية

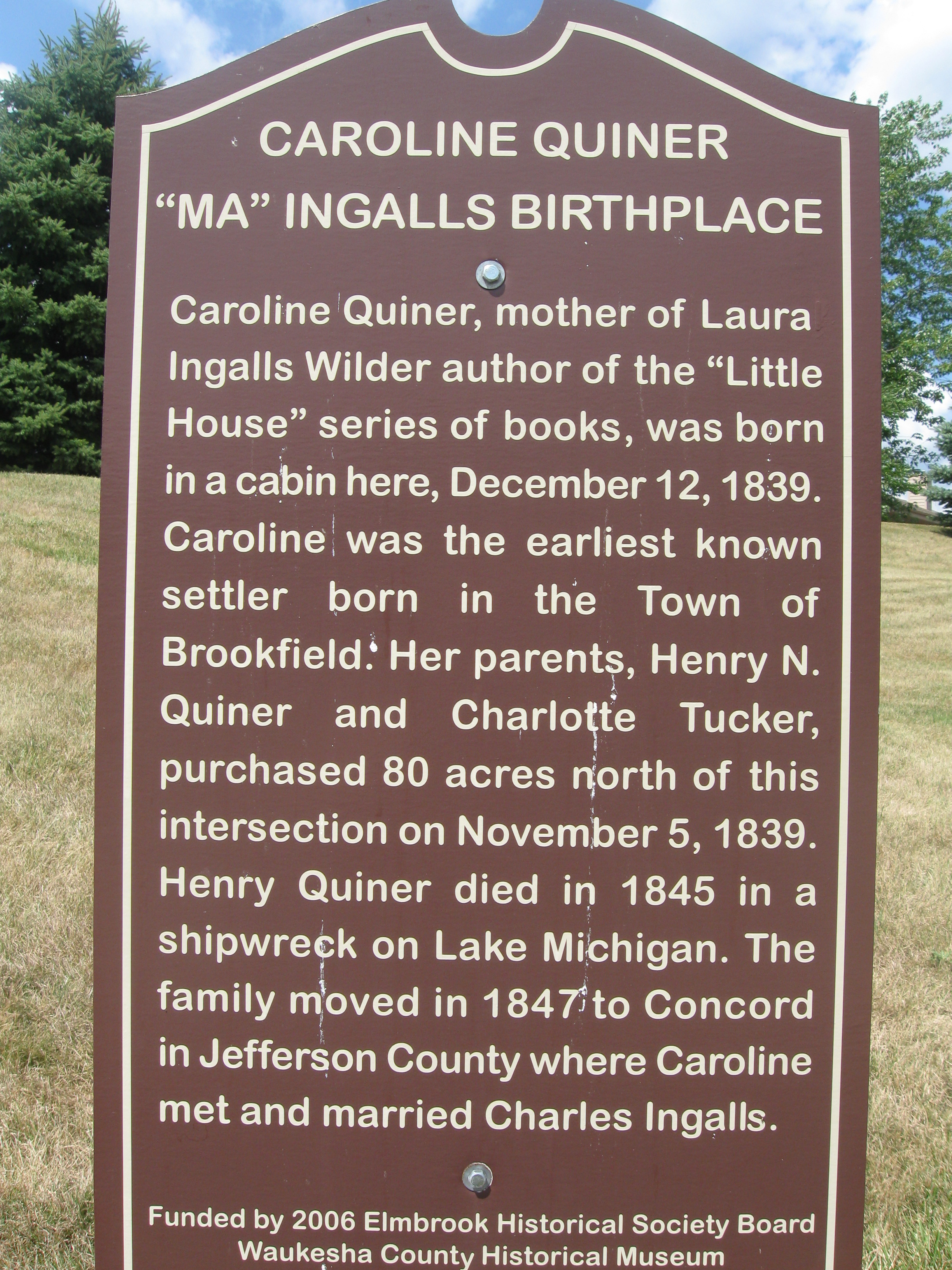
علامة تاريخية في مكان ولادة كارولين إنغلز

ولدت كارولين بالقرب من ميلواكي (ويسكونسن). في الخامسة من عمرها، توفي والد كارولين في حادث. وفي عام 1849 تزوجت والدتها من المزارع فردريك هولبروك.، وأنجبا طفلة واحدة هي شارلوت «لوتي» هولبروك. أحبت كارولين زوج أمها واحترمته، واحتفت بذكراه؛ إذ أطلقت اسمه على طفلها فيما بعد.

### زواجها
في سن السادسة عشرة والنصف عملت كارولين بالتدريس، وفي 1 فبراير 1860 تزوجت من تشارلز إنغلز، وأنجبا خمسة أبناء، هم: ماري، لورا، كارولين «كاري»، تشارلز فريدريك وجريس.

### فريدريك إنغلز
ولد فريدريك في 1 نوفمبر 1875 في والنوت غروف، وتوفي في 27 أغسطس 1876 لسببب غير معروف. وقد ذكرته لورا إنغلز في سيرتها الذاتية، وتحدثت عن حزن أمها عليه.

### السفر
غادرت عائلة إنغلز وينسكون إلى دي سميت في 1879 حينما قرر تشارلز وكارولين بيع مزرعتهما بسبب الظروف المناخية الجافة، بالإضافة إلى مرض تشارلز وعدم قدرته على الاعتناء بمزرعته، وكسب عيشه فيما بعد من العمل بالنجارة حتى توفي إثر مرض بالقلب في عمر السادسة والستين.

## في الإعلام
قدمت سلسلة الكتب "The Caroline Years" المكملة للسلسلة "Little House" السيرة الذاتية لكارولين من سن الخامسة حتى مراهقتها، ثم زواجها من تشارلز. الأسماء والتواريخ الواردة بالكتب كلها حقيقية، إلا أن بعض الأحداث مزيفة.

## روابط خارجية
- Ma Ingalls describes family life in 1861, letter at the Wisconsin Historical Society
- كارولين إنغلز على موقع فايند أغريف